# سعد الحوطی
سعد الحوطی (انگلیسی: Saad Al-Houti؛ زادهٔ ۲۴ مهٔ ۱۹۵۴) بازیکن سابق فوتبال اهل کویت است.
وی از سال ۱۹۶۷ تا ۱۹۸۴ در تیم ملی فوتبال کویت بازی انجام داده است و عضو این تیم در جام جهانی فوتبال ۱۹۸۲ بوده است.